# Rue Malar
La rue Malar est une voie du 7e arrondissement de Paris, en France.

## Situation et accès
La rue Malar est une voie publique située dans le 7e arrondissement de Paris. Elle débute au 71, quai d'Orsay et se termine au 88-88 bis, rue Saint-Dominique.
Le quartier est desservi par la ligne C du RER, à la gare du Pont de l'Alma.

## Origine du nom
Cette voie est nommée d'après le nom de la propriétaire des terrains dame Tiby, veuve d'Augustin Joseph Malar, décédé le 29 ventôse an VI.

## Historique
Cette voie est ouverte, sous sa dénomination actuelle, en trois phases :
1. Entre les rues Saint-Dominique et de l'Université :
- Une ordonnance royale du 11 septembre 1816 porte : 
  - « Article 1 : la dame Tiby, veuve Malar, est autorisée à ouvrir une rue sur le terrain dont elle est propriétaire, et qui est situé entre les rues Saint-Dominique et de l'Université.
  - Article 2 : cette autorisation n'est accordée qu'à la charge par la dite dame Malar, de donner à la rue à ouvrir une largeur de dix mètres, ainsi qu'il est prescrit par la déclaration du 10 avril 1783, et de se conformer aux autres règlements sur la grande voirie de Paris, etc. »

Cette ordonnance reçut immédiatement son exécution.
2. Le prolongement, depuis la rue de l'Université jusqu'à la rue de la Triperie, a été effectué en 1829, sur les terrains provenant de l'île des Cygnes et appartenant à la ville de Paris.
3. Le prolongement jusqu'au quai d'Orsay a été ouvert en 1832. 
Le parc d’attractions Magic-City, détruit en 1942, longeait la rue au niveau des nos  2 à 6.

## Bâtiments remarquables et lieux de mémoire
- No 3 : immeuble de 1933[2].

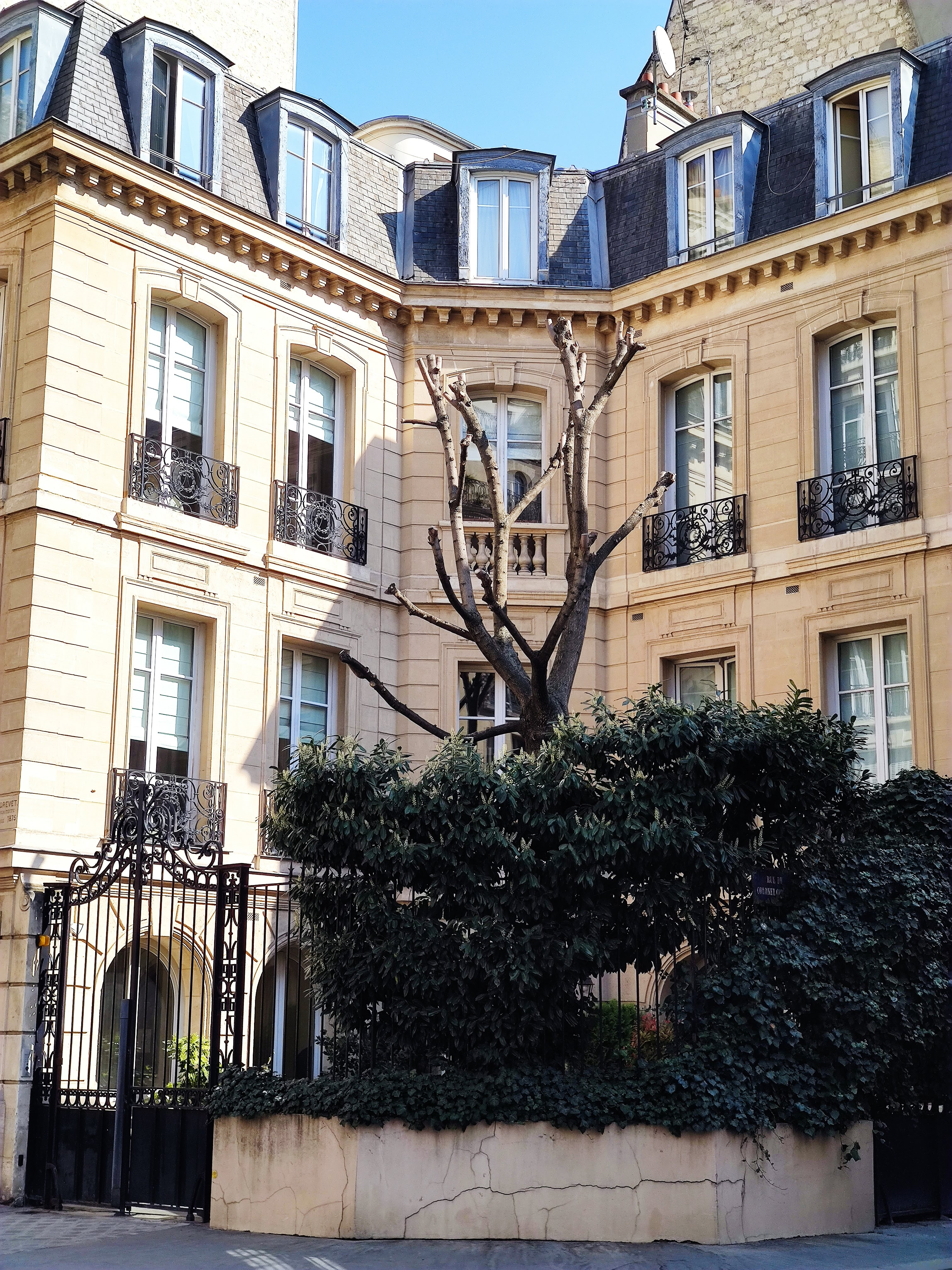
No 5.

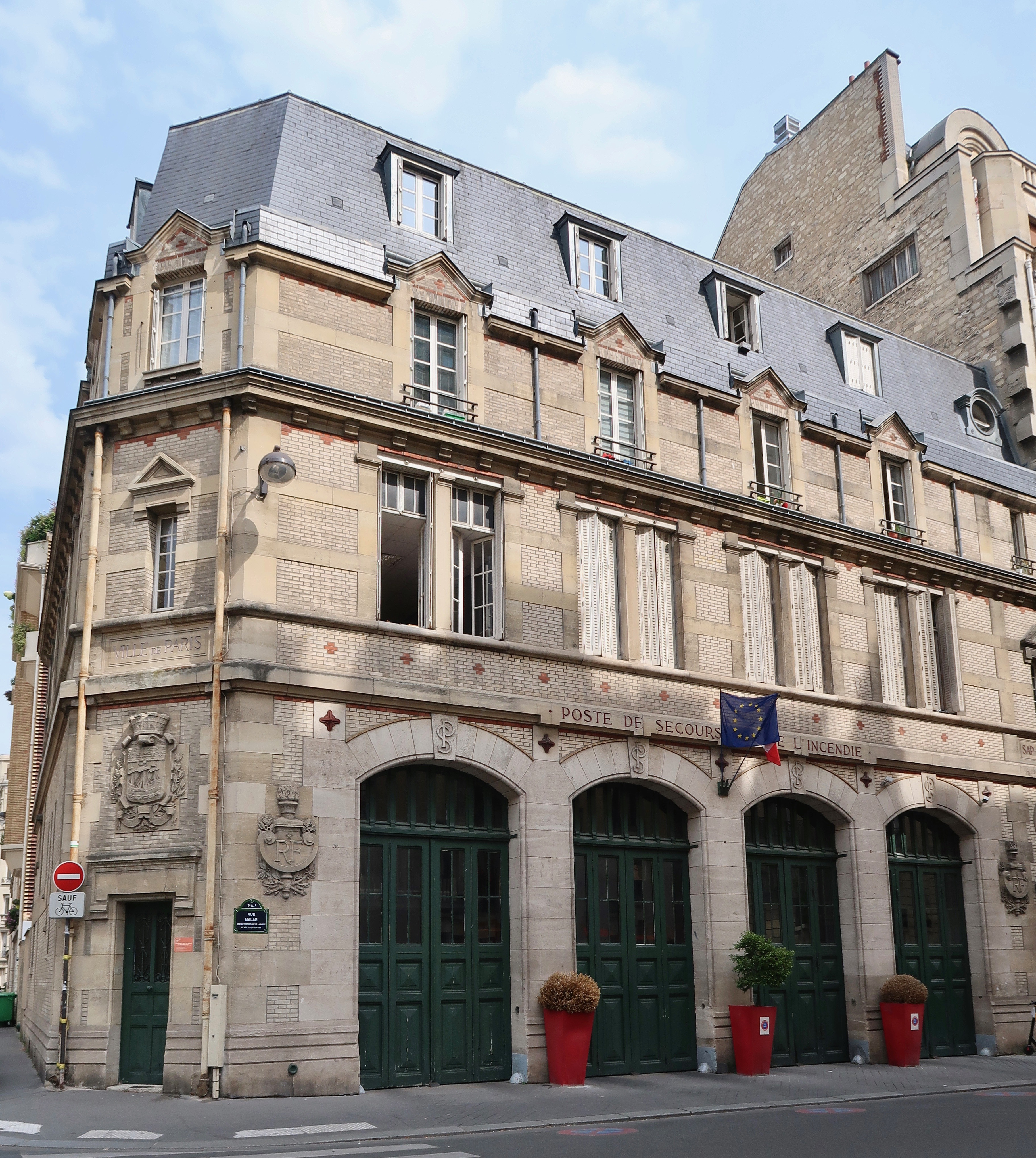
No 7.

- No 5 (et 10, rue du Colonel-Combes) : ancien hôtel particulier construit en 1875 par l’architecte Jacques Drevet[3], signé en façade. En 1897 y demeure le marquis de Pierres de Louvières[4]. En 1899, un « bel » appartement au premier étage comprenant « antichambre, 2 salons, salle à manger, 3 chambres de maîtres, 4 chambres de domestiques, jardin, écurie 3 chevaux » y est à vendre pour la somme de 6000 francs[5].
- No 7 : sapeurs-pompiers de Paris.
- No 8 : René Camard y a vécu.
- No 22 : établissement La-Rochefoucauld.

## Dans la littérature
- Rue Malar est le titre d'un roman, écrit par Jane Chabert et publié par les Éditions Julliard en 1957[6].